# Lindholmiola reischuetzi
Lindholmiola reischuetzi е вид коремоного от семейство Helicodontidae.

## Разпространение
Видът е разпространен в Гърция.